# John C. McGinley
John Christopher McGinley (Nueva York, 3 de agosto de 1959) es un actor, productor cinematográfico y guionista estadounidense. Es conocido por sus papeles como el Sargento Red O'Neill en Platoon y como Perry Cox en la serie Scrubs.

## Biografía

### Primeros años
McGinley, uno de cinco hijos, nació en Greenwich Village (Nueva York), hijo de Patricia, una maestra de escuela, y Gerald McGinley, un corredor de bolsa. Su abuelo paterno era de Donegal (Irlanda). McGinley fue criado en Millburn (Nueva Jersey) y asistió a la Millburn High School (Escuela Secundaria de Millburn), donde jugó como wide receiver en el equipo de fútbol americano de la escuela. Estudió actuación en la Syracuse University y más tarde en la Tisch School of the Arts (Escuela de Artes Tisch) de la Universidad de Nueva York. Luego de completar sus estudios, McGinley tuvo varios trabajos, incluyendo obras tanto dentro como fuera de Broadway y un papel en el serial televisivo Another World.

### Carrera
McGinley ha tenido una carrera prolífica, principalmente como actor de reparto. En 1984, mientras trabajaba como el suplente de John Turturro en la producción de Danny and the Deep Blue Sea de John Patrick Shanley, fue observado por un reclutador de actores, lo que lo llevó a ir a una audición para el papel del Sargento Red O'Neill en Platoon, aunque su debut cinematográfico fue en Sweet Liberty, dirigida por Alan Alda. Luego de esto, participó en Wall Street y en Talk Radio. McGinley escribió el guion para la película de 1989 Suffering Bastards, en la cual también actuó.
Trabajó de forma continuada durante los años 1990 en películas como Point Break, Article 99, Wagons East!, Seven, La Roca, Nothing to Lose y Office Space. Recientemente tuvo el rol de Chuck en la película Are We Done Yet?. También tuvo un pequeño papel como un policía homosexual en el filme Wild Hogs.
McGinley ha realizado algunos trabajos como actor de voz en varias series televisivas animadas, incluyendo su personificación de El Átomo en Liga de la Justicia Ilimitada, una aparición especial como "La Sombra Blanca" en The Boondocks. También prestó su voz al personaje principal del videojuego para PlayStation Portable Dead Head Fred.
Su papel como un asesino en serie en la miniserie de 1997 Intensity, que se convertiría en la miniserie de mayor ranking de Fox, fue aclamado por los críticos. Posiblemente, el papel más popular de McGinley es como el doctor Perry Cox en la serie de NBC Scrubs, el cual interpretó desde 2001 hasta 2010. En la serie, el Dr. Cox es el indispuesto mentor del protagonista John "J.D." Dorian.

### Vida personal
En febrero de 1997, McGinley se casó con Lauren Lambert. Max, su primer hijo, nacido en ese mismo año, tiene síndrome de Down. En diciembre de 2001, Lambert y McGinley se divorciaron. En agosto de 2006, McGinley se comprometió con Nichole Kessler, una instructora de yoga en Malibu (California) con la que había estado saliendo por dos años. La pareja contrajo matrimonio el 7 de abril de 2007 en una ceremonia privada en su hogar. La pareja tiene una hija, Billie Grace, nacida el 2 de febrero de 2008.

## Filmografía
- Brooklyn-99 (2021)
- Battle of the Sexes (2017)
- Get a Job (2016)
- Kid Cannabis (2014)
- Ground Floor (2013-2015, serie de TV)
- 42 (2013)
- Alex Cross (2012)
- Burn Notice (2012, serie de TV)
- Dan Vs. (2011, serie animada, 2 episodios)
- Scrubs (2001-2010, serie de TV; personaje principal)
- WordGirl (2008-2009, serie animada, 4 episodios)
- American Crude (2008)
- Gossip Girl (2007, serie de TV)
- Are We Done Yet? (2007)
- Wild Hogs (2007)
- Two Tickets to Paradise (2006)
- Puff, Puff, Pass (2006)
- The Boondocks (2006, serie animada, un episodio)
- A.W.O.L. (2006)
- Liga de la Justicia Ilimitada (2003-2005, serie animada, cuatro episodios)
- Kim Possible (2003, serie animada, un episodio)
- Identity (2003)
- Secundaria de clones (2002, serie animada, un episodio)
- Stealing Harvard (2002)
- Highway (2002)
- The Animal (2001)
- Summer Catch (2001)
- Get Carter (2000)
- The Jack Bull (1999, TV)
- Tango para tres (1999)
- Un domingo cualquiera (1999)
- Office Space (1999)
- Target Earth (1998, TV)
- The Pentagon Wars (1998, TV)
- Flypaper (1998)
- Nothing to Lose (1997)
- The Practice (1997, serie de TV, dos episodios)
- Set It Off (1996)
- La Roca (1996)
- Seven (1995)
- Frasier (1994, serie de TV, un episodio)
- The Last Outlaw (1994, telefilme)
- Wagons East! (1994)
- Car 54, Where Are You? (1994)
- Surviving the Game (1994)
- On Deadly Ground (1994)
- Watch It (1993)
- Hear No Evil (1993)
- A Midnight Clear (1992)
- Cruel Doubt (1992, TV)
- Article 99 (1992)
- Highlander II: The Quickening (1991)
- Point Break (1991)
- Suffering Bastards (1990)
- Creadores de sombras (1989)
- Nacido el 4 de julio (1989)
- Prisoners of Inertia (1989)
- Shakedown (1988)
- Clinton and Nadine (1988, TV)
- Talk Radio (1988)
- Wall Street (1987)
- Platoon (1986)
- Sweet Liberty (1986)